# Relaciones Austria-México
Las naciones de Austria y México establecieron relaciones diplomáticas en 1842. Las relaciones se fortalecieron en 1864 cuando el Archiduque Maximiliano de Austria se convirtió en Emperador de México, sin embargo, después de su ejecución, las relaciones diplomáticas se cortaron hasta 1901. Las relaciones diplomáticas se interrumpieron una vez más en 1938 durante el Anschluss y las relaciones han continuado sin cesar después de la Segunda Guerra Mundial.
Ambas naciones son miembros de las Naciones Unidas y de la Organización para la Cooperación y el Desarrollo Económicos.

## Historia

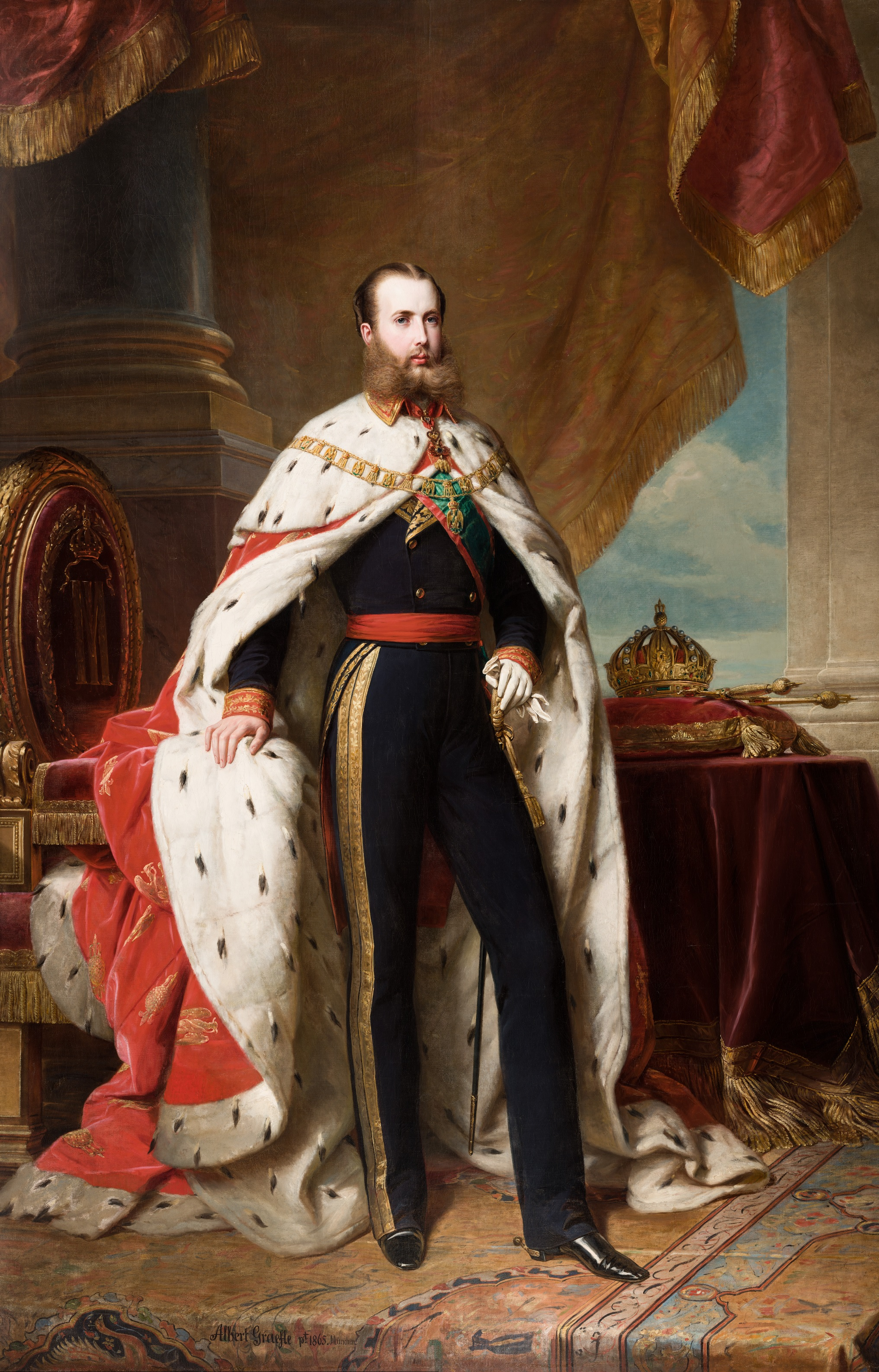
Retrato del emperador Maximiliano I de México

El 30 de julio de 1842, el Imperio austríaco y México establecieron relaciones diplomáticas después de firmar un tratado de Amistad, Navegación y Comercio entre las dos naciones. En diciembre de 1861, el Emperador francés Napoleón III Bonaparte invadió México. Después de asumir exitosamente el país, el Emperador Napoleon III, junto con la aristocracia mexicana, ofreció la corona de México a su primo austríaco Maximiliano de Habsburgo. En abril de 1864, Maximiliano, junto con su esposa Carlota, zarpó para México y en su llegada al país en mayo de 1864, Maximiliano fue declarado Emperador de México. Este período se conocía como el Segundo Imperio Mexicano.
El reinado del emperador Maximiliano fue envuelto en el conflicto constante entre su gobierno apoyado por Francia y el gobierno en el exilio del presidente Benito Juárez. En 1866, Francia retiró su ejército de México y en junio de 1867, el Emperador Maximiliano fue capturado por las fuerzas de Juárez en Santiago de Querétaro y ejecutado junto con dos de sus generales, poniendo así fin al imperio. Después de la ejecución de Maximiliano, las relaciones diplomáticas entre Austria y México fueron cortadas hasta el 27 de junio de 1901 cuando las relaciones diplomáticas fueron restablecidas.
En 1938, México se convirtió en el único país en protestar contra el Anschluss de Austria ante la Liga de las Naciones. Durante la Segunda Guerra Mundial, Austria fue parte del Tercer Reich y en mayo de 1942 México declaró la guerra a Alemania después de la destrucción de dos petroleros mexicanos en el Golfo de México por U-Boots. Durante la guerra, México aceptó 1,500 refugiados austriacos que huían de la persecución nazi. Después de la guerra, las relaciones diplomáticas se restablecieron entre las dos naciones.
A lo largo de los años, las relaciones diplomáticas entre las dos naciones han fortalecido. En 1974, el presidente mexicano Luis Echeverría realizó una visita a Salzburgo como parte de su gira europea y asistió a la Cumbre del Club de Roma. En 2005, el presidente Heinz Fischer se convirtió en el primer jefe de Estado austríaco en visitar México. En 2006, el presidente mexicano Vicente Fox retribuyó la visita con una visita de estado a Austria. En 2011 se abrió el Colegio Austriaco Mexicano en Santiago de Querétaro.
A lo largo de los años, ha habido mucha discusión entre las dos naciones sobre si Austria debería regresar a México el Penacho de Moctezuma y otros varios artefactos prehispánicos que fueron arrebatados de México en 1521 y que fueron llevados a Austria donde están en exhibición en el Museo de Etnología de Viena. En julio de 2014, se declaró que el Penacho era demasiado frágil para viajar y por lo tanto no puede ser devuelto a México. En 2018, Austria reconoció y agradeció a México en el 80 aniversario de la protesta de México contra el Anschluss.
En 2021, ambas naciones celebraron 120 años de relaciones diplomáticas.

## Visitas de alto nivel

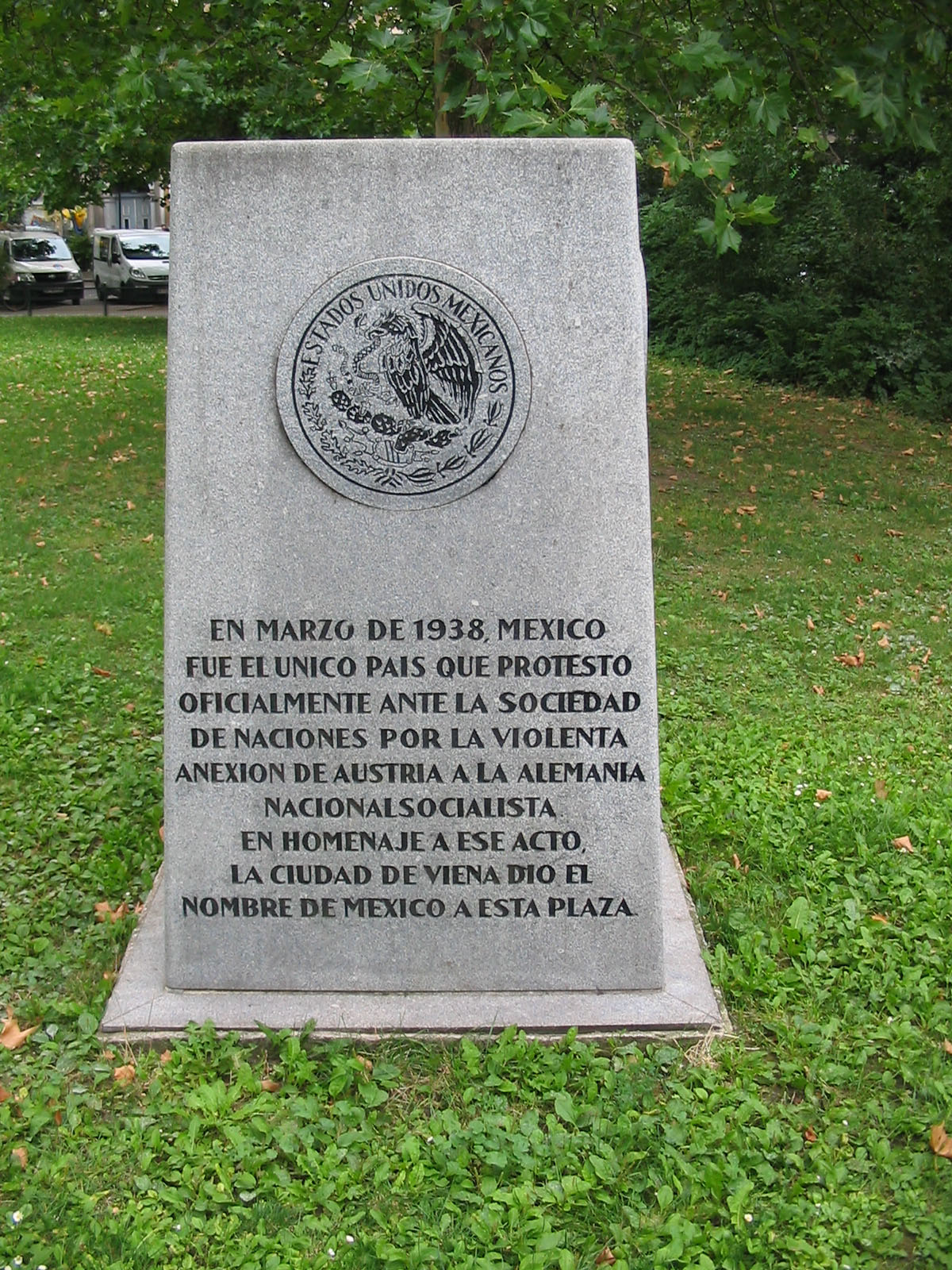
Placa conmemorativa de la protesta de México contra el Anschluss en Viena

Visitas de alto nivel de Austria a México
- Ministro de Relaciones Exteriores Willibald Pahr (1981)
- Canciller Wolfgang Schüssel (2004)
- Presidente Heinz Fischer (2005)

Visitas de alto nivel de México a Austria
- Presidente Luis Echeverría Álvarez (1974)
- Presidente Vicente Fox (2006)
- Secretario de Relaciones Exteriores Luis Ernesto Derbez (2006)
- Secretaria de Relaciones Exteriores Patricia Espinosa Cantellano (2007, 2010, 2012)
- Subsecretario de Relaciones Exteriores Carlos de Icaza (2016)

## Acuerdos bilaterales
Ambas naciones han firmado varios acuerdos bilaterales, como un Acuerdo sobre intercambios culturales (1974); Acuerdo sobre transporte aéreo (1995); Acuerdo sobre la promoción y protección de inversiones (1998) y un Acuerdo para Evitar la Doble Imposición y Prevenir la Evasión Fiscal en Materia de Impuestos sobre la Renta y sobre el Patrimonio (2004).

## Transporte
Hay vuelos directos entre el Aeropuerto de Viena-Schwechat y el Aeropuerto Internacional de Cancún con Austrian Airlines.

## Relaciones comerciales
En 1997, México y la Unión Europea (lo cual también incluye a Austria) firmaron un acuerdo de libre comercio. En 2023, el comercio bilateral entre ambas naciones ascendió a $2.3 mil millones de dólares. Las principales exportaciones de Austria a México incluyen: productos farmacéuticos; productos de acero y sus derivados; aluminio y sus derivados; papel tipo couché, blanco o de color para impresión fina, crudo y mercancías para el programa de promoción sectorial de la industria de bienes de capital. Las principales exportaciones de México a Austria incluyen: motores y autopartes; maquinaria y aparatos eléctricos; equipo para la industria óptica; aparatos de medición; aparatos de grabación o reproducción de sonido; aparatos de grabación o reproducción de imagen y sonido en televisión; unidades de memoria y cerveza de malta.
Entre las principales empresas mexicanas que operan en Austria se encuentran América Móvil y Nemak (entre otros).

## Misiones diplomáticas residentes
- Austria tiene una embajada en la Ciudad de México.[15]
- México tiene una embajada en Viena.[16]

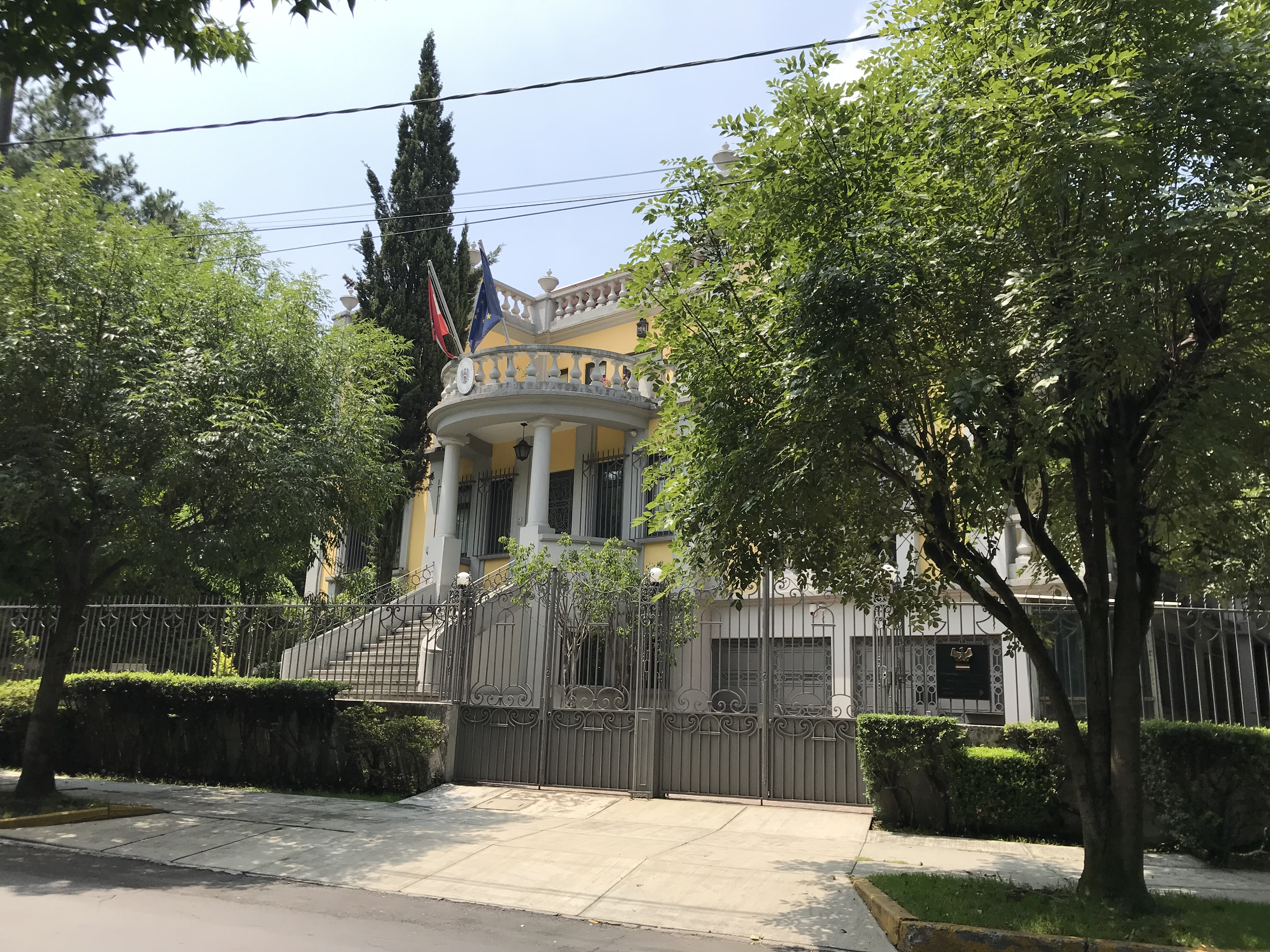
Embajada de Austria en la Ciudad de México
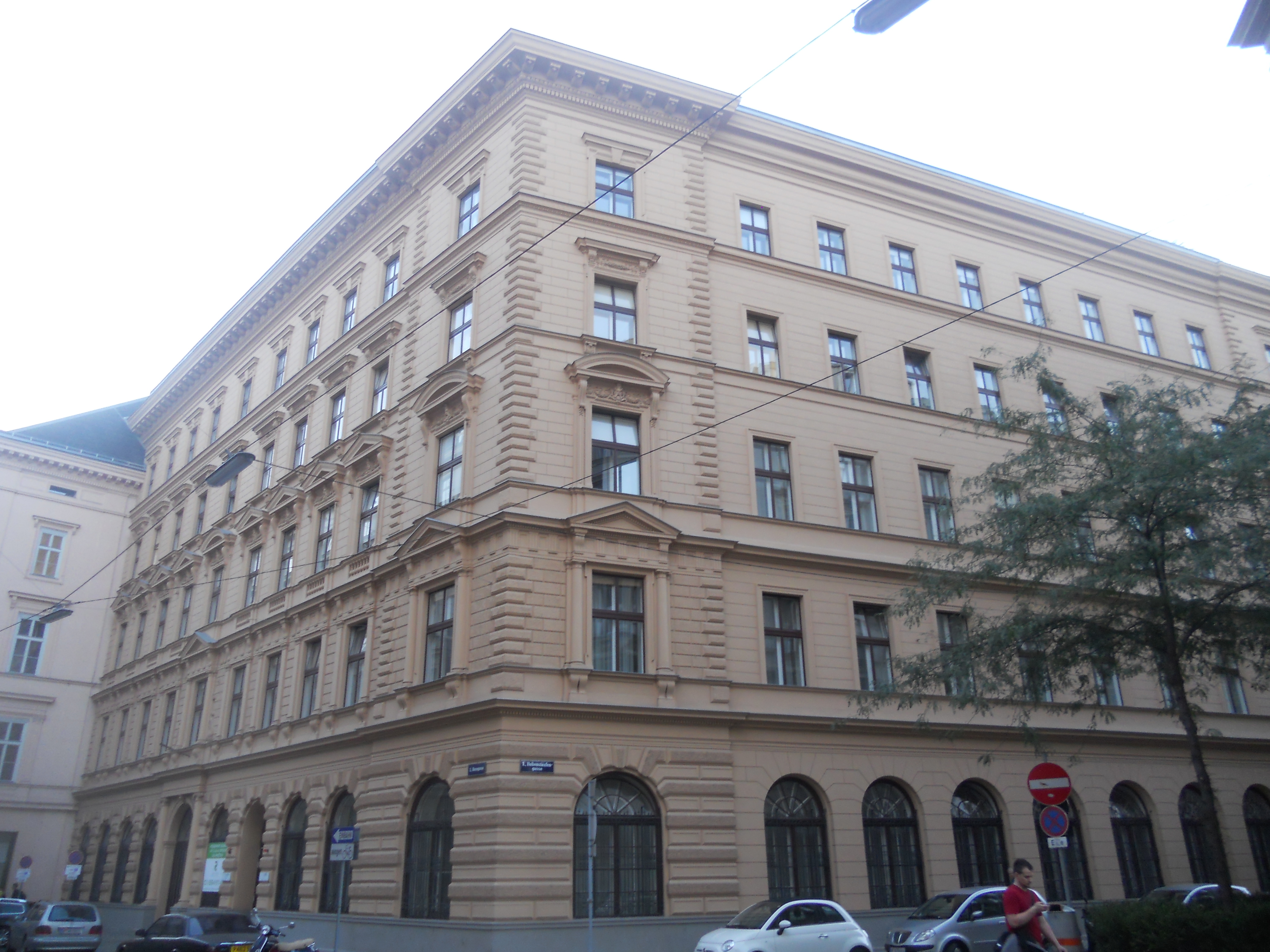
Embajada de México en Viena
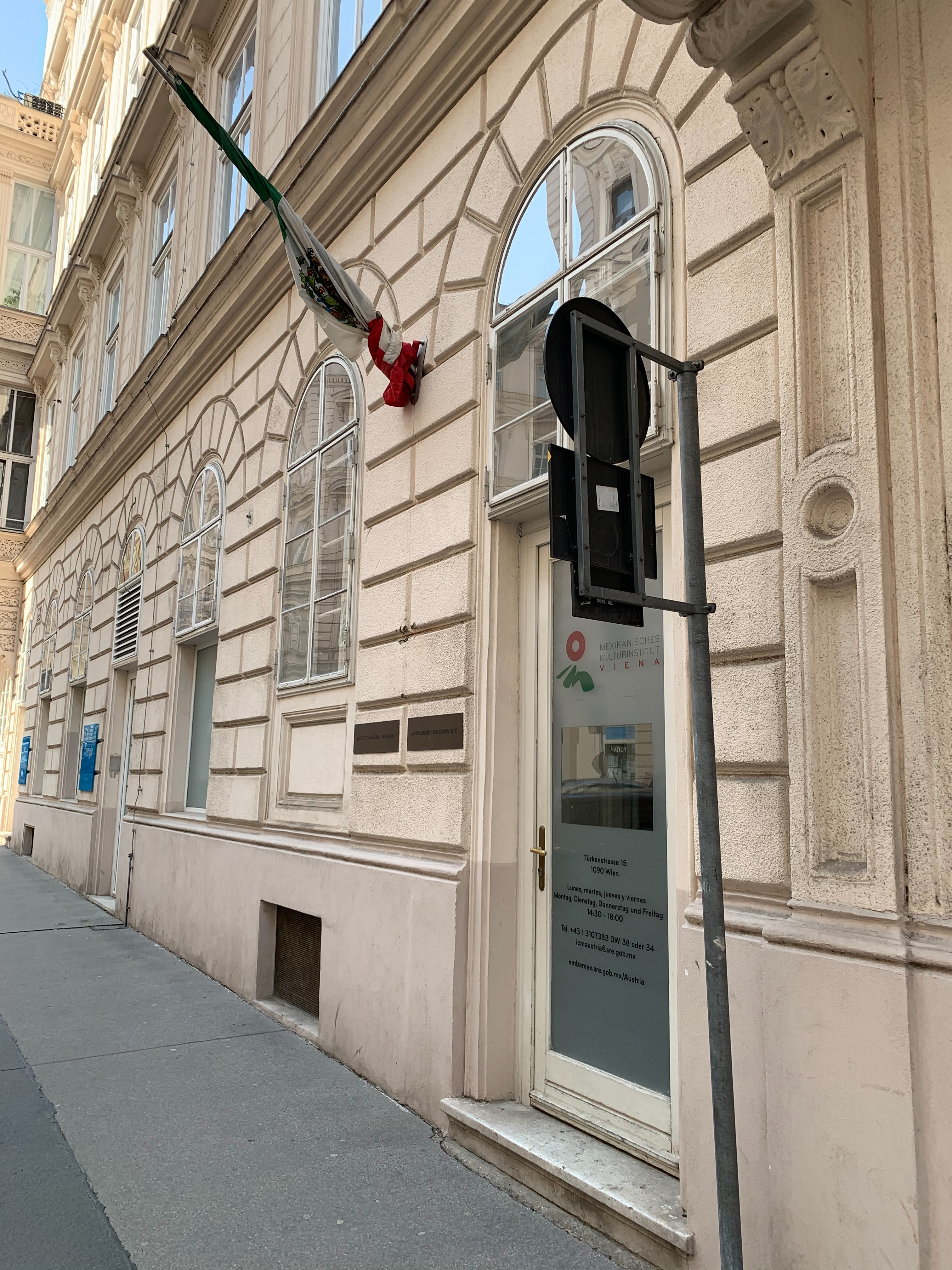
Instituto Cultural de México en Viena